# سيث بولوك
سيث بولوك (بالإنجليزية: Seth Bullock)‏ (و. 1849 – 1919 م) هو سياسي، ورائد أعمال، وGunfighter ‏، وfrontiersman ‏ أمريكي، ولد في أمهيرستبارج، أونتاريو، كان عضوًا في الحزب الجمهوري، توفي في ديدوود، عن عمر يناهز 70 عاماً، بسبب سرطان.